# Las caras de la luna
Las caras de la luna és una pel·lícula mexicana de drama del 2002 dirigida per Guita Schyfter. La pel·lícula se centra en un grup de dones jurades al III Festival de Cinema Dona Llatinoamericà a la Ciutat de Mèxic. La pel·lícula reuneix Geraldine Chaplin i Ana Torrent, que anteriorment van actuar com a mare i filla a les pel·lícules de Carlos Saura; Cría cuervos (1976) i Elisa, vida mía (1977).

## Sinopsi
El jurat femení, que representa els Estats Units, Espanya, Uruguai, Costa Rica, Mèxic i Argentina, interactua sobre les seves experiències compartides. Shosh (Reyna) és un director argentí que va ser exiliada polític a Mèxic. Joan (Chaplin) és una teòrica i activista lèsbic estatunidenca. Mariana (Montejo) és pionera en el cinema, Julia (Lev) és una antiga terrorista de l'Uruguai que va estar tretze anys empresonada. El grup compleix les seves funcions sota la direcció de l’organitzadora, Magdalena (Bracho).

## Repartiment
- Carola Reyna: Shosh Balsher
- Geraldine Chaplin: Joan Turner
- Ana Torrent: Maruja Céspedes
- Carmen Montejo: Mariana Toscano
- Diana Bracho: Magdalena Hoyos
- Haydeé de Lev: Julia